# Sudáfrica contra Israel (Convención sobre Genocidio)
El proceso iniciado por la República de Sudáfrica contra el Estado de Israel el 29 de diciembre de 2023, conocido oficialmente como Aplicación de la Convención para la Prevención y la Sanción del Delito de Genocidio en la Franja de Gaza (Sudáfrica contra Israel), se refiere a presuntas violaciones por parte de Israel de sus obligaciones en virtud de la Convención sobre el Genocidio de 1948 y el derecho internacional en relación con los palestinos en la Franja de Gaza. La presentación de Sudáfrica sitúa los cargos en lo que describe como «el contexto más amplio de la conducta de Israel hacia los palestinos durante sus setenta y cinco años de apartheid, sus cincuenta y seis años de ocupación beligerante del territorio palestino y su bloqueo de Gaza de dieciséis años». Sudáfrica ha solicitado que la Corte Internacional de Justicia (CIJ) dicte medidas provisionales de protección.
El Ministerio de Asuntos Exteriores de Israel ha declarado en cables diplomáticos que un fallo contra Israel «podría tener importantes implicaciones potenciales que no sólo se encuentran en el mundo legal sino que tienen ramificaciones prácticas bilaterales, multilaterales, económicas y de seguridad».
Las audiencias públicas se llevaron a cabo en el Palacio de la Paz de La Haya el jueves 11 y viernes 12 de enero de 2024.Israel fue representado por abogados como Malcolm Shaw y KC.El equipo legal sudafricano incluyó a John Dugard, Tembeka Ngcukaitobi y Vaughan Lowe.Israel nombró a Aharon Barak y Sudáfrica a Dikgang Moseneke como jueces ad hoc.
El 26 de enero de 2024, la Corte Internacional de Justicia dictaminó de manera provisional que había plausibilidad de que se estuviese cometiendo un genocidio y ordenó una serie de medidas cautelares mientras se produjese la investigación oficial, entre las que se encontraban la exigencia a Israel de que se asegurase de que sus tropas no cometiesen actos de carácter genocida, que se previniese y castigase la incitación al genocidio, que se evitase la destrucción de las posibles pruebas de genocidio, y que se permitiese «la entrega de la ayuda humanitaria esencial precisada con urgencia por los palestinos». Sin embargo, la Corte no impuso como exigencia la solicitud de Sudáfrica de imponer un alto el fuego inmediato. Todas las medidas fueron adoptadas por una mayoría de 15 jueces a favor y 2 en contra, salvo por las referentes a la mayor entrada de ayuda humanitaria y a la persecución y el castigo de la incitación al genocidio, que fueron aprobadas por 16 votos a favor (incluido el del juez israelí) y 1 en contra.
El 12 de febrero del 2024, Sudáfrica solicitó a la corte que considerara si la ofensiva militar Israelí en la ciudad gazatí de Rafah «ha llevado ya o resultará en asesinato, daño y destrucción en gran escala», en quiebre tanto de la Convención del Genocidio como de la orden de la Corte del 26 de enero.
El 24 de mayo de 2024, la Corte Internacional de Justicia exigió a Israel que detenga inmediatamente su ofensiva militar en la ciudad de Rafah, en la Franja de Gaza. El Tribunal accede así parcialmente a un recurso urgente presentado por Sudáfrica.

## Antecedentes
Después de que Israel comenzara a bombardear Gaza tras los ataques del 7 de octubre, algunos palestinos expresaron su preocupación de que la violencia de respuesta fuera utilizada para justificar el genocidio contra los palestinos por parte de Israel. Después de los ataques de Hamás, Yoav Galant, ministro de Defensa israelí, afirmó: «Estamos luchando contra animales humanos». Avi Dichter, ministro israelí de Agricultura, llamó a la guerra a ser la «Nakba de Gaza» en el Canal 12; Ariel Kallner, otro miembro de la Knesset del partido Likud, escribió de manera similar en las redes sociales que hay «un objetivo: ¡Nakba! Una Nakba que eclipsará la Nakba de [1948]. Nakba en Gaza y Nakba para cualquiera que se atreve a sumarse». El historiador israelí del Holocausto Omer Bartov advirtió que las declaraciones hechas por altos funcionarios israelíes «podrían fácilmente interpretarse como una indicación de una intención genocida».

### Convención sobre genocidio
En 1948 la Asamblea General de las Naciones Unidas adoptó por unanimidad la Convención para la Prevención y la Sanción del Delito de Genocidio, que definió el genocidio como cualquiera de cinco «actos cometidos con la intención de destruir, total o parcialmente, una comunidad nacional, étnica, racial o grupo religioso». Los actos fueron: matar a miembros del grupo, causarles graves daños físicos o mentales, imponer condiciones de vida destinadas a destruir el grupo, impedir nacimientos y trasladar por la fuerza a niños fuera del grupo. Las víctimas deben ser atacadas por su pertenencia real o percibida a un grupo, no al azar.

## Actas

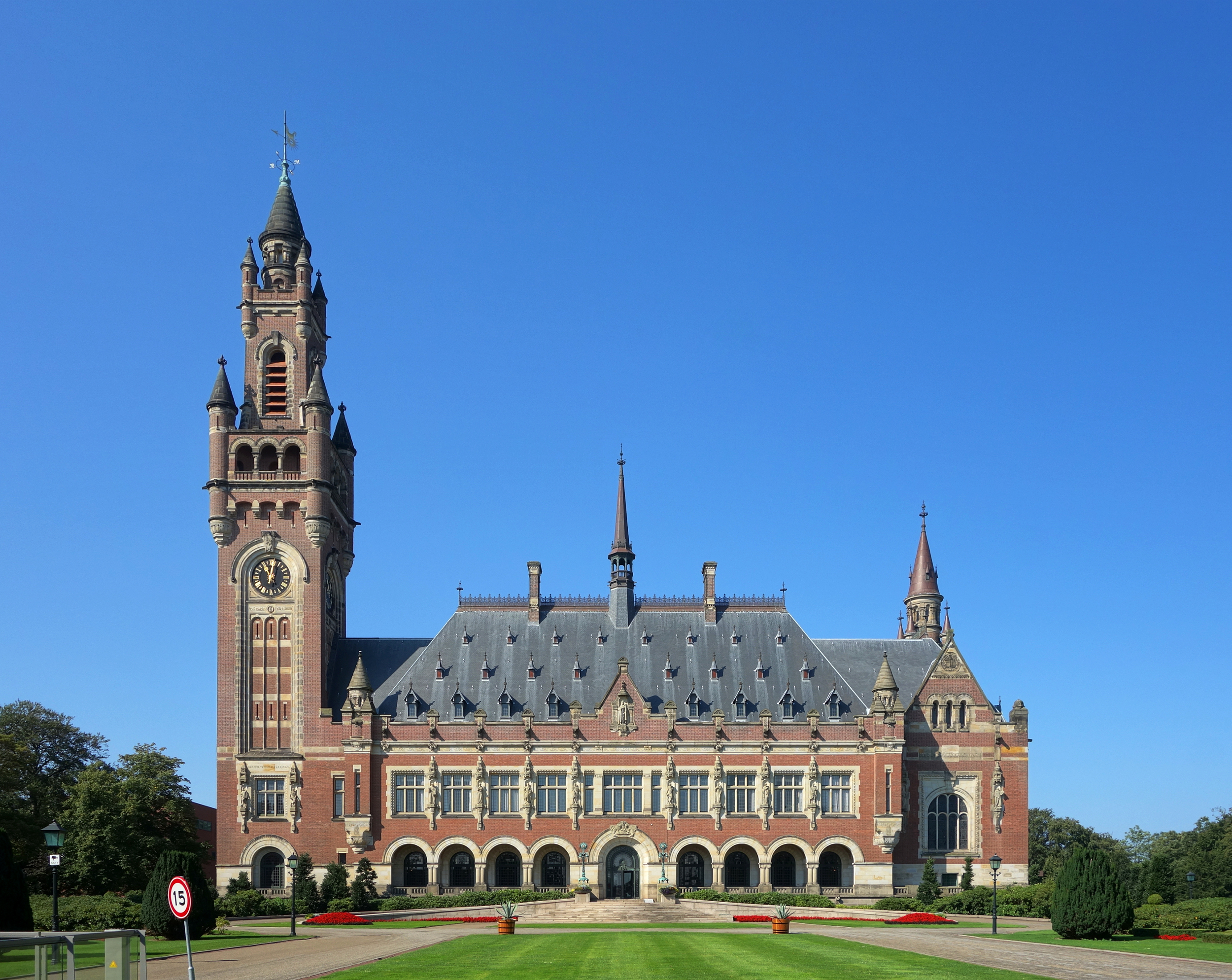
Se celebrarán audiencias públicas en el Palacio de la Paz de La Haya.

El procedimiento se inició el 29 de diciembre de 2023 ante la Corte Internacional de Justicia de conformidad con la Convención para la Prevención y la Sanción del delito de Genocidio, de la que tanto Israel como Sudáfrica son signatarios, y se inició de conformidad con el artículo IX de la convención.
Balkees Jarrah, director asociado de justicia internacional de Human Rights Watch, señala que el caso de la CIJ no es un procesamiento de individuos y no involucra directamente a la Corte Penal Internacional, que es un organismo separado, que lleva a cabo su propia investigación. Jarrah afirmó que el caso presenta una oportunidad para «proporcionar respuestas claras y definitivas sobre la cuestión de si Israel está cometiendo genocidio contra el pueblo palestino».

### Posición sudafricana
Sudáfrica acusa a Israel de cometer genocidio en Gaza en violación de la Convención sobre Genocidio. El equipo legal sudafricano incluye a John Dugard, Adila Hassim, Tembeka Ngcukaitobi, Max Du Plessis, Tshidiso Ramogale, Sarah Pudifin-Jones, Lerato Zikalala, Vaughan Lowe y Blinne Ní Ghrálaigh. Varias figuras políticas internacionales se unirán a la delegación sudafricana, incluido Jeremy Corbyn.
En la demanda de 84 páginas se alega que las acciones de Israel «son de carácter genocida porque tienen como objetivo provocar la destrucción de una parte sustancial del grupo nacional, racial y étnico palestino». Sudáfrica solicitó que la CIJ emitiera una orden legal vinculante de manera provisional (es decir, antes de una audiencia sobre el fondo de la solicitud), exigiendo a Israel «suspender inmediatamente sus operaciones militares en y contra Gaza». Si bien la resolución del fondo del caso puede llevar años, dicha orden podría emitirse en unas semanas. Además, el presidente de Sudáfrica, Cyril Ramaphosa, también comparó las acciones de Israel con el apartheid.
La presentación afirma que «los actos y omisiones de Israel... son de carácter genocida, ya que se cometen con la intención específica requerida... de destruir a los palestinos en Gaza como parte del grupo nacional, racial y étnico palestino más amplio».
Las acciones genocidas alegadas en la demanda incluyeron la matanza masiva de palestinos en Gaza, la destrucción de sus hogares, su expulsión y desplazamiento, así como el bloqueo de alimentos, agua y ayuda médica a la región. Sudáfrica dijo que Israel había impuesto medidas que impedían los nacimientos palestinos mediante la destrucción de servicios de salud esenciales y vitales para la supervivencia de las mujeres embarazadas y sus bebés. La demanda argumentaba que estas acciones estaban «destinadas a provocar la destrucción [de los palestinos] como grupo». Sudáfrica afirma que las declaraciones hechas por funcionarios israelíes, como el primer ministro Benjamín Netanyahu, son prueba de intenciones genocidas.
La demanda sudafricana solicita a la corte nueve medidas provisionales de protección:
| Número | Resumen                                                                | Descripción completa |
| ------ | ---------------------------------------------------------------------- | --- |
| 1      | Suspensión de las operaciones militares                                | El Estado de Israel debe suspender inmediatamente sus operaciones militares en y contra Gaza. |
| 2      | Suspensión de las operaciones militares                                | El Estado de Israel debe asegurar que cualquier ejército o unidad armada irregular que sea dirigido, apoyado o influenciado por él, así como organizaciones y personas que sean sujetas a su control, dirección o influencia, se abstengan de tomar medidas que añadan a las operaciones militares del punto anterior (1). |
| 3      | Prevención del Genocidio                                               | La República de Sudáfrica y el Estado de Israel cada uno, de acuerdo a sus obligaciones bajo la Convención para la Prevención y el Castigo del Crimen de Genocidio, en relación con la población Palestina, tome toda medida razonable en su poder para prevenir el genocidio. |
| 4      | Desistir de matar, herir, destruir vidas e impedir nacimientos.        | El Estado de Israel deba, de acuerdo a sus obligaciones bajo la Convención para la Prevención y el Castigo del Crimen de Genocidio, en relación con la población Palestina como un grupo protegido por la Convención para la Prevención y el Castigo del Crimen de Genocidio, desistir de la comisión de alguno y todos los actos delimitados en el Artículo II de la Convención, específicamente: (a) asesinar miembros del grupo, (b) causar daños corporales o mentales serios a los miembros del grupo, (c) activamente buscar infligir en el grupo las condiciones de vida calculadas para provocar su destrucción física en totalidad o en parte, e (d) imponer las medidas necesarias para prevenir nacimientos entre el grupo.                                    |
| 5      | Prevenir el desplazamiento, la privación y la destrucción de la vida.  | El Estado de Israel deba, según el punto anterior (4)(c), en relación con la población Palestina, desistir de y tomar todas las medidas en su poder incluyendo la rescisión de órdenes relevantes, de la restricción o de las prohibiciones para prevenir: (a) la expulsión y el desplazamiento forzado de sus hogares; (b) la depravación de: (i) acceso a comida y agua; (ii) acceso a asistencia humanitaria, incluyendo acceso a niveles adecuados de combustible, refugio, ropa, higiene y sanidad; (iii) suministros médicos y asistencia; y (c) la destrucción de la vida palestina en Gaza. |
| 6      | Desistir de la incitación y castigar actos de incitación al genocidio. | El Estado de Israel debe, en relación con la población Palestina, asegurarse que su ejército, así como cualquier unidad armada irregular o individuo que dirija, que sea apoyado o de otra forma influenciado por él y toda organización y persona que pueda estar sujeta a su control, dirección o influencia, no cometa ningún acto descrito en (4) y (5) anterior, o participe en la incitación directa y pública a cometer genocidio, conspiración para cometer genocidio, intento de cometer genocidio, o complicidad de cometer genocidio, y en la medida que se dediquen a ello, que los pasos necesarios sean tomados hacia el castigo, en seguimiento de los Artículos I, II, III y IV de la Convención para la Prevención y el Castigo del Crimen de Genocidio. |
| 7      | Prevenir la destrucción de y asegurar la preservación de evidencia.    | El Estado de Israel debe de tomar las acciones efectivas para prevenir la destrucción y asegurar la preservación de evidencia relacionada con las demandas de los actos dentro del alcance del artículo II de la Convención para la Prevención y el Castigo del Crimen de Genocidio; para ese fin, el Estado de Israel no debe de denegar o de otra forma restringir el acceso a las misiones de investigación, mandatos internacionales y otros cuerpos de Gaza que asistan a garantizar la preservación y retención de dicha evidencia. |
| 8      | Entregar informes a la corte de las medidas tomadas.                   | El Estado de Israel debe de entregar un reporte a la Corte de todas las medidas tomadas para dotar de efectos a esta orden en una semana, según la fecha de la Orden y después de eso por los intervalos regulares que la Corte ordene, hasta que una decisión final del caso sea tomada por la Corte. |
| 9      | Abstenerse de agravar la situación.                                    | El Estado de Israel se abstenga de tomar cualquier acción y deba asegurar que ninguna acción sea tomada en la que se agrave o extienda la disputa ante la Corte o le haga más difícil de resolver. |

### Respuesta israelí
Israel rechazó las acusaciones «con asco» y acusó a Sudáfrica de «cooperar con una organización terrorista que pide la destrucción del Estado de Israel», calificando las acciones de Sudáfrica como libelo de sangre, y afirmando que estaban «instigando a los herederos modernos de los nazis».En respuesta, el Alto Comisionado de las Naciones Unidas para los Derechos Humanos, Volker Türk, afirmó: «No es un libelo de sangre deplorar el hecho de que no se hayan hecho rendir cuentas a los soldados y colonos armados israelíes que han matado a cientos de palestinos en Cisjordania desde el 7 de octubre, ni la prolongación de una guerra cuya conducta ha planteado graves preocupaciones en materia de derecho internacional humanitario y de derechos humanos».
El 2 de enero de 2024 Israel decidió comparecer ante la CIJ en respuesta al caso de Sudáfrica, a pesar de un historial previo de ignorar los tribunales internacionales. Israel estará representado por el jurista británico Malcolm Shaw y otros tres abogados.
El Ministerio de Asuntos Exteriores de Israel rechazó la demanda y el alegato de los representantes sudafricanos sobre la denuncia de la conducta genocida de Israel, e hizo hincapié en las reminiscencias del apartheid que trae el comportamiento de Israel. La abogada sudafricana Adila Hassim señaló que el pueblo palestino está permanentemente bajo la amenaza del exterminio. E
Sin embargo, al interior y en cables diplomáticos ha declarado que un fallo contra Israel «podría tener importantes implicaciones potenciales que no sólo se encuentran en el mundo legal sino que tienen ramificaciones prácticas bilaterales, multilaterales, económicas y de seguridad». Se espera que la defensa de Israel requiera convencer al tribunal de que los comentarios públicos sobre la situación en Gaza realizados por varios miembros de la coalición gubernamental no constituyen una intención genocida.
El equipo legal israelí, liderado por el jurista británico Malcolm Shaw, argumentó que Israel no tenía la «intención especial» necesaria para el crimen de genocidio. Argumentó que el caso sudafricano pintaba solamente una narrativa parcial y acertó que el Tribunal carecía de jurisdicción para intervenir en la guerra Israel-Gaza, asunto cuya respuesta está pendiente de ser determinada por la corte. Según Haaretz, lo que permitió que el equipo legal Sudafricano presentara su caso no fue la guerra en sí, sino los comentarios incendiarios realizados por varios miembros de la coalición gobernante Israelí.Shaw invitó a la corte a considerar las decisiones tomadas por el Gabinete Israelí en lugar de «declaraciones aleatorias de políticos que no son tomadores de decisiones».

#### Audiencia ante la corte
Los representantes seleccionados para representar el caso de Israel en la audiencia ante la corte el doce de enero fueron: Tal Becker, el consultor Jurídico del Ministerio de Relaciones Exteriores Israelí, Malcolm Shaw, Jurista Británico y profesor de Derecho Internacional, Christopher Staker, abogado británico, Omri Sender, abogado israelí, así como Galit Raguan y Gilad Noam, vicefiscales generales para derecho internacional en el Ministerio de Justicia Israelí, además de varios consultores jurídicos y juristas de apoyo.
La representación Israelí respondió a la demanda sudafricana en la corte al asegurar que los cargos carecían de sustento legal y factual:
En los hechos, la representación israelí argumentó que en el contexto del conflicto, específicamente por las atrocidades cometidas por Hamás el 7 de octubre,si hubo actos atroces que se puedan clasificar como genocidas fueron cometidos en contra de Israel; no por Israel.Enfatizaron que Israel está comprometido con cumplir la legislación internacional, incluso si Hamás muestra desprecio por esa ley al usar a civiles palestinos como escudos humanos. Resaltaron los esfuerzos de Israel de mitigar el daño en civiles y de considerar la situación humanitaria en Gaza al emitir alertas para que evacuen de las áreas donde planeaban ataques, permitiendo la entrada de ayuda, así como con el establecimiento de hospitales de campo.
En términos jurídicos, el equipo Israelí reclamó que la corte no tiene jurisdicción al no existir disputa entre los estados sudafricano e israelí. Shaw citó las fechas exactas de las respuestas israelíes a las notas diplomáticas que recibió, incluso las propuestas de reuniones entre oficiales sudafricanos e israelíes para hablar de Gaza.Posteriormente, el equipo legal israelí argumentó que Sudáfrica falló en mostrar la intencionalidad de Genocidio, que es el elemento fundamental del crimen de Genocidio, sobre los actos del sujeto en su queja. Por tanto, argumentó que la demanda sudafricana no versaba sobre hechos considerados en la Convención de Genocidio y, en consecuencia, no podía ser considerada como en la jurisdicción de la Corte. Shaw contendió que el caso sudafricano proveía solamente de una narrativa parcial y urgió a la corte que se considerasen las decisiones del gabinete israelí en lugar de concentrarse en «declaraciones aleatorias de políticos que no son tomadores de decisiones».
Finalmente, el equipo israelí aseguró que, de concederse las medidas provisionales solicitadas por la delegación sudafricana la corte deprivaría a Israel de su obligación de proveer defensa a sus ciudadanos, a los rehenes, así como que incentivaría más ataques.

### Sentencia sobre medidas provisionales
El 26 de enero de 2024 la corte emitió una serie de medidas provisionales en contra de Israel. Aceptó la posibilidad de los reclamos de Sudáfrica y la jurisdicción prima facie para adjudicarse la disputa.La corte ordenó a Israel que tomase las medidas necesarias para prevenir actos de Genocidio en la Franja de Gaza. Además, le ordenó al Estado de Israel que reportase de vuelta a la corte con las acciones tomadas para cumplir los siguientes objetivos un mes después de la emisión del dictamen: prevenir y castigar la incitación al genocidio, el permitir la entrada de ayuda humanitaria a Gaza, así como, generalmente, tomar más medidas para proteger a la población de Palestina. Población que, además, la corte reconoció como un grupo protegido bajo la Convención del Genocidio.
La corte ordenó a Israel:
1. Abstenerse de actos bajo la convención de Genocidio.
  - 15 votos a 2, con Julia Sebutinde y Aharon Barak, juez ad hoc, disintiendo.
2. Prevenir y castigar la incitación al Genocidio.
  - 16 votos a 1, con Julia Sebutinde disintiendo.
3. Tomar medidas efectivas para permitir la entrada de ayuda humanitaria.
  - 15 votos a 2, con Julia Sebutinde y Aharon Barak, juez ad hoc, disintiendo.
4. Tomar medidas efectivas para prevenir la destrucción de evidencia.
  - 15 votos a 2, con Julia Sebutinde y Aharon Barak, juez ad hoc, disintiendo.
5. Emitir un reporte a la Corte indicando el cumplimiento de todas las medidas dentro de un mes
  - 15 votos a 2, con Julia Sebutinde y Aharon Barak, juez ad hoc, disintiendo.

En la declaración de medidas provisionales, la corte concluyó que la evidencia proveída por Sudáfrica era «suficiente para concluir que al menos algunos de los derechos reclamados por Sudáfrica y que busca proteger son plausibles». Asimismo, resaltó que las medidas provisionales no son una sentencia que verse sobre si Israel había roto sus obligaciones bajo la Convención.
En respuesta a la sentencia, el primer ministro Israelí Benjamín Netanyahu declaró que Israel continuaría defendiéndose mientras sostenía el derecho Internacional. Asimismo, ante las acusaciones de genocidio, declaró que «es indignante, y la voluntad del tribunal de discutirlo es una marca de vergüenza que no se borrará durante generaciones». El ministro de seguridad nacional Israelí, Ben-Gvir, describió a la corte como «antisemita» y llamó a ignorar las medidas precautorias. Por su parte, Riyad al-Maliki, ministro de Relaciones Exteriores Palestino declaró que la corte «determinó en favor de la humanidad y del derecho internacional».

### Solicitudes urgentes de medidas adicionales

#### Primera solicitud
El 12 de febrero de 2024, ante la decisión de Israel de extender sus operaciones militares en dirección a Rafah, al sur de la Franja de Gaza, que es el último refugio para los palestinos supervivientes, Sudáfrica presentó una «solicitud urgente de medidas adicionales en virtud del artículo 75 (1)» debido a las «circunstancias en desarrollo en Rafah». Sudáfrica solicitó al tribunal que considerara ejercer su autoridad, ya que argumentó que una ofensiva en Rafah violaría tanto la Convención sobre Genocidio como la orden provisional del tribunal de enero.
En su respuesta del 15 de febrero, Israel describió las afirmaciones de Sudáfrica de una «operación militar sin precedentes» en Rafah el 11 de febrero para rescatar a dos rehenes israelíes, que Hamás afirmó que habían matado a decenas de palestinos, como una «distorsión escandalosa» y afirmó que Hamás estaba demostrando ««desprecio por la ley» al no cumplir con el llamado de la CIJ para la liberación inmediata e incondicional de todos los rehenes restantes. Caracterizó la presentación sudafricana como una «evidencia de un esfuerzo renovado y cínico por parte de Sudáfrica para utilizar las medidas provisionales como una espada, en lugar de un escudo, y para manipular a la Corte para proteger a Hamás, una organización terrorista genocida, antiguo aliado de Sudáfrica, de El derecho y la obligación inherentes de Israel de defenderse, de conformidad con la ley, del ataque terrorista que enfrenta y de buscar la liberación de más de 130 rehenes».
El 16 de febrero, la CIJ rechazó la solicitud de Sudáfrica, afirmando que las medidas provisionales que había dictado en enero eran aplicables en toda la Franja de Gaza, incluida Rafah, y no exigió la indicación de medidas provisionales adicionales, al tiempo que subrayó que Israel debe respetar esas medidas anteriores. Después de la negativa de la CIJ a conceder la solicitud de medidas adicionales, Kenneth Roth, ex director de Human Rights Watch y profesor de la Universidad de Princeton, declaró: «Sin embargo, lo que acaba de hacer el tribunal fue decir: 'Ya ordenamos que todo esto se detuviera'. Más bien, En lugar de repetirnos, corresponde a los gobiernos del mundo, al Consejo de Seguridad de la ONU y, principalmente, al gobierno de Estados Unidos, detener esta matanza».

#### Segunda solicitud
El 6 de marzo de 2024, Sudáfrica presentó un nuevo escrito ante la Corte Internacional de Justicia (CIJ) para que amplíe las medidas cautelares que dictó contra Israel en enero de 2024, debido a la alarmante hambruna entre la población civil, así como a las «flagrantes violaciones» de la Convención para el Genocidio por parte de Israel y sus «continuas violaciones» de las medidas cautelares dictadas previamente por la corte. Por todo ello solicita a la CIJ que ordene nuevas medidas cautelares, o modifique las ya anunciadas, para así «garantizar la seguridad de 2,3 millones de palestinos en Gaza, incluidos más de un millón de niños».
El 28 de marzo, la CIJ exigió a Israel «tomar todas las medidas necesarias y efectivas», para asegurar la provisión «sin impedimentos y a gran escala» por parte de todos los implicados de servicios básicos y asistencia humanitaria, incluidos alimentos, agua, electricidad, combustible, refugio, ropa, requisitos de higiene y saneamiento, suministros y atención médica, lo que supone aumentar «la capacidad y el número de puntos de cruce terrestres y mantenerlos abiertos el tiempo que sea necesario» para aliviar la situación de la población civil.

#### Tercera solicitud
El 10 de mayo, el Gobierno de Sudáfrica solicitó a la Corte Internacional de Justicia (CIJ) que emita una «orden urgente» para obligar a que Israel detenga su ataque militar contra Rafah, en el sur de Gaza. «Esta solicitud urgente se pide después de una escalada del asalto de Israel contra Rafah, que supone un riesgo para los suministros humanitarios y los servicios básicos en Gaza, la supervivencia del sistema sanitario palestino y la propia supervivencia de los palestinos de Gaza como grupo», Además pidió a la CIJ que exija la retirada militar de Israel y que ese país facilite el acceso «sin obstáculos» a los trabajadores de las Naciones Unidas y otras organizaciones, responsables tanto de repartir la ayuda humanitaria como de investigar lo que ha ocurrido allí.
El 24 de mayo, la Corte Internacional de Justicia exigió a Israel que detenga de inmediato su ofensiva militar en Rafah, en el extremo sur de Gaza. Así mismo, le ordenó que tome «medidas efectivas» para garantizar «el acceso sin obstáculos a la Franja de Gaza a cualquier comisión de investigación, misión u organismo de investigación encargado por los órganos competentes de la ONU para investigar acusaciones de genocidio». También ordenó «mantener abierto el cruce de Rafah para el acceso de la ayuda humanitaria a la Franja». Específicamente, el presidente de la corte, Nawaf Salam, urgió a Israel a «detener inmediatamente su ofensiva militar y cualquier otra acción en la gobernación de Rafah que pueda imponer al grupo palestino en Gaza condiciones de vida que puedan causar su destrucción física total o parcial». Además, declaró que Israel no ha conseguido convencer al tribunal de las medidas que dice haber tomado para mejorar la seguridad de los civiles de la Franja de Gaza, sobre todo, la de los cientos de miles desplazados en las últimas dos semanas por su ofensiva contra Rafah.
Según el análisis de un reportero de The New York Times en Jerusalén, esta última medida de la Corte, aunque podría no tener efectos prácticos inmediatos, incrementa notablemente el aislamiento internacional de Israel. El propio texto del tribunal otorga a Israel un mes de plazo para demostrar que ha cumplido sus instrucciones, pero si Israel ignora la orden, la Corte no tiene ningún resorte real para hacerla cumplir. El Consejo de Seguridad de las Naciones Unidas sí podría emitir una resolución enérgica al respecto que forzara el cumplimiento, pero Estados Unidos (que ha actuado permenentemente como principal aliado de Israel), con su puesto de miembro permanente en el Consejo, podría vetar cualquier medida contra Israel. Sin embargo, según Itamar Rabinovich, ex embajador de Israel en Washington —citado en el mismo artículo— el conjunto de medidas contra Israel significan no solo un claro debilitamiento de su prestigio internacional, sino que también estarían mermando la capacidad de influencia de Estados Unidos, debido a que ya no puede impedir que los aliados estadounidenses y las instituciones internacionales apunten de manera cada vez más crítica la conducta de Israel en la guerra. Esta orden se emitió poco después de la decisión del fiscal Jefe de la Corte Penal Internacional que solicitó orden de arresto para Netanyahu y Galant (medida que fue respaldada por destacados aliados, entre otros, Francia) y de manera concomitante con otros hechos significativos: El reconocimiento del Estado de Palestina por parte de tres países europeos; las protestas generalizadas en las universidades de Estados Unidos y del mundo contra la conducta de Israel en Gaza; la suspensión de lazos comerciales que declaró Turquía y la ruptura de relaciones diplomáticas de Belice, Bolivia y Colombia. El líder opositor israelí, Yair Lapid, refiriéndose al fallo dijo: «Israel fue el que fue brutalmente atacado desde Gaza y se vio obligado a defenderse de una organización terrorista horrible», pero agregó que esta resolución judicial jamás hubiese existido si Israel tuviese un «gobierno cuerdo y profesional que hubiera evitado las declaraciones insensatas de los ministros, hubiera detenido a los criminales que incendian camiones de ayuda y hubiera realizado una labor política callada y eficaz».

### Reporte de Israel ante la Corte
Como fue ordenado por la corte, el 26 de febrero de 2024 Israel envió un reporte sobre las medidas tomadas para cumplir con las medidas provisionales. Este reporte no ha sido liberado a la prensa o el público.
Human Rights Watch declaró que Israel no había cumplido con, al menos, una de las medidas provisionales solicitadas por la corte. La medida referida hacía referencia a que, desde la emisión de las medidas precautorias de la CIJ, menos camiones de ayuda humanitaria habían entrado a Gaza que las semanas que le antecedieron.Igualmente, Amnistía Internacional declaró que Israel no había cumplido con la misma medida precautoria; no ha garantizado la entrada de suficiente ayuda para la población Palestina en Gaza. Mientras que el Relator Especial de Naciones Unidas sobre el derecho a la comida, Michael Fakhri, describió a la situación como una «de genocidio».Esto, pues, en sus palabras, el Estado de Israel estaba provocando la muerte por inamición de la población Palestina. En la misma línea, Oxfam declaró «El riesgo de genocidio en el norte de Gaza está incrementando exponencialmente porque el gobierno de Israel está ignorando una de las medidas provisionales más importantes de la Corte; la necesidad urgente de proveer servicios básicos y de asistencia humanitaria».Finalmente, Médicos Sin Fronteras declararía: «No hay señales de que las fuerzas israelíes intenten limitar la perdida de vida civil o aliviar el sufrimiento de la población».

### Nuevas presentaciones de Sudáfrica e Israel
El 5 de abril de 2024, el tribunal fijó el plazo para la presentación completa de opiniones jurídicas por parte de Sudáfrica e Israel. El plazo para la presentación del memorándum sudafricano se fijó para el 28 de octubre de 2024 y para la respuesta israelí para el 28 de julio de 2025.
Sudáfrica presentó su memorándum el 28 de octubre de 2024, que de acuerdo con las reglas de la CIJ, no es público y contiene más de 750 páginas de texto y más de 4000 páginas de pruebas y anexos. Aunque lo que ha trascendido es que los abogados han añadido nuevas pruebas para demostrar que es un caso de genocidio, entre las cuales están declaraciones de Itamar Ben-Gvir, que aseguró recientemente: «Les diremos: "Les estamos dando la oportunidad de irse de aquí a otros países"». La anterior ministra de Relaciones Internacionales y Cooperación de Sudáfrica, Naledi Pandor, explicó que se trata de un memorándum detallado que incluye hechos adicionales, evidencia forense y argumentos para fundamentar su caso. Mientras que el actual ministro sudafricano de exteriores, Ronald Lamola, declaró que los documentos presentados contienen más pruebas, con «detalles forenses», que demuestran que «no se trata sólo de un caso plausible de genocidio, sino que de hecho es genocidio».

## Análisis
Lawfare, un blog afiliado a la Institutión Brookings, comparó la solicitud de Sudáfrica con los procedimientos iniciados por Gambia contra Myanmar en relación con el genocidio rohingya. En Just Security, un foro en línea con sede en el Escuela de Derecho de la Universidad de Nueva York, Alaa Hachem y la profesora Oona A. Hathaway señalan la invocación por parte de Sudáfrica de erga omnes partes, una doctrina de posición jurídica que «permite a un Estado parte en un tratado que protege derechos legales comunes para hacer valer esos derechos incluso si el Estado no se ve directamente afectado por la violación». Hachem y Hathaway afirman que el caso de genocidio rohingya (específicamente, la aceptación de jurisdicción por parte de la CIJ), «revolucionó» la doctrina de erga omnes. Concluyen que es «muy probable» que la Corte determine que Sudáfrica está legitimada para iniciar el procedimiento. También afirman que establecer la intención genocida es «extraordinariamente difícil».
De hecho, la profesora Linda Kinstler, de la Universidad de Harvard, explica que las cortes internacionales de justicia han dictaminado la existencia de genocidio en muy pocos casos. Por ejemplo, el Tribunal Penal Internacional para la antigua Yugoslavia tan solo consideró que existió genocidio en el caso de la masacre de Srebrenica, pero no así en el resto de masacres y crímenes de guerra que tuvieron lugar a lo largo de las guerras yugoslavas. «En un vasto paisaje de asesinatos que, según reconocieron los jueces, incluyó horrores como la tortura sistemática, las violaciones y las palizas a los bosnios en campos de concentración y la expulsión de miles de no-serbios, solo este episodio les pareció suficientemente genocida a los jueces», explica Kinstler. En cambio, el Tribunal Penal Internacional para Ruanda sí que dictaminó la existencia de un genocidio ruandés que, en palabras del académico William Schabas, «era simplemente obvio». Sin embargo, según la profesora Kinstler, la estricta interpretación del término "genocidio" por parte de los jueces ha supuesto que muchos otros posibles casos de genocidio, incluidos los cerca de 300.000 muertos en Darfur, los más de un millón de asesinatos en la guerra civil de Nigeria, la deportación masiva y el asesinato de unos 100.000 kurdos iraquíes por el régimen de Sadam Huseín o las masacres de yazidíes por parte del ISIS en 2014 no hayan sido ni posiblemente sean consideradas nunca como tal. Incluso en el caso del genocidio camboyano, solo dos personas fueron condenadas por genocidio en más de dieciséis años de juicios, y estas lo fueron solo por el asesinato de minorías étnicas, no de otros camboyanos.
El profesor Luciano Pezzano, escribiendo en el Blog de la Revista Europea de Derecho Internacional, sostiene que invocar el Artículo IX de la Convención sobre Genocidio es un medio por el cual los estados no involucrados pueden cumplir con su obligación de prevenir el genocidio.

## Otras respuestas internacionales

### Estados y organizaciones internacionales

#### En apoyo
En su demanda Sudáfrica ha sido apoyado por los siguientes estados y organizaciones internacionales:
- Argelia[88]
- Arabia Saudita[89]
- Bangladés[12]
- Bolivia[90]
- Brasil[91]
- Colombia[91]
- Comoras[92]
- Cuba[93]
- Chile[94]
- Egipto[95]
- Emiratos Árabes Unidos[96]
- Eslovenia[97]
- España[98]
- Indonesia[99]
- Irán[100]
- Irak[101]
- Irlanda[102]
- Jordania[103]
- Kuwait[96]
- Líbano[104]
- Libia[105]
- Malasia[106]
- Maldivas[107]
- México[108]
- Namibia[109]
- Pakistán[109]
- Palestina[110]
- Catar[96]
- República Árabe Saharaui Democrática[111]
- San Vicente y las Granadinas[112]
- Siria[113]
- Turquía[106]
- Venezuela,[12]
- Yibuti[92]
- Zimbabue[114]
- Unión Africana[115][116]
- Liga Árabe[117]
- Organización para la Cooperación Islámica[118]
- Movimiento de Países No Alineados[119]

Posturas de los Estados:
Sudáfrica
Países que han apoyado el caso de Sudáfrica
Países que se han opuesto al caso de Sudáfrica
Israel

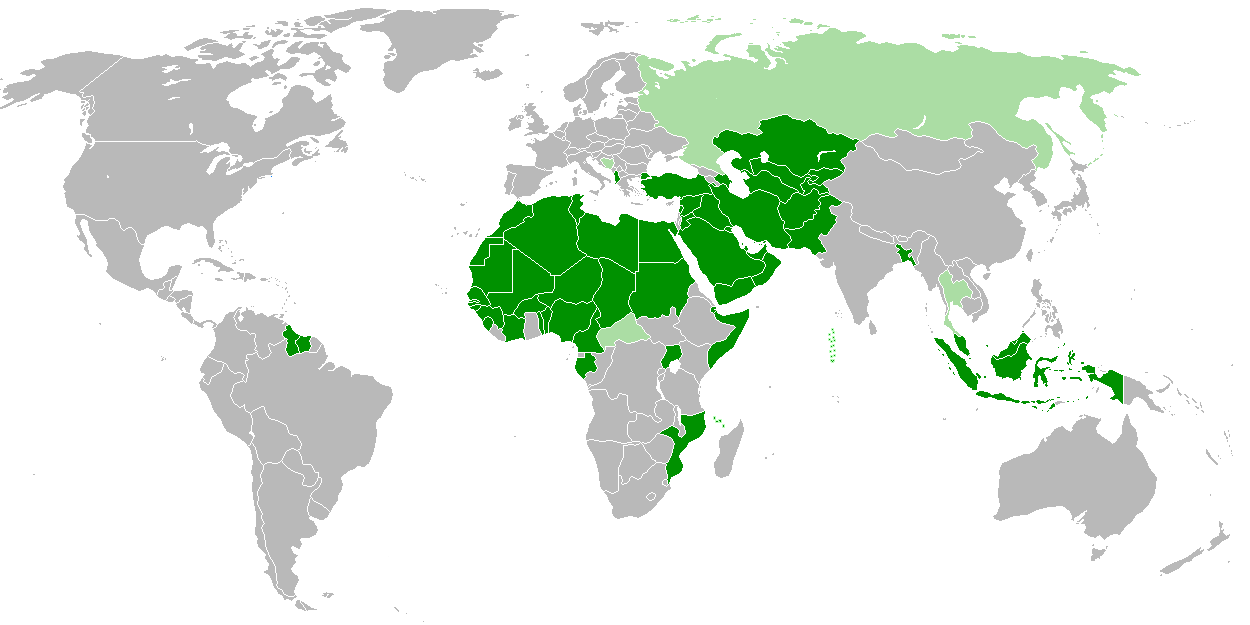
Los Estados miembros de la Organización para la Cooperación Islámica (OCI) aparecen en verde oscuro y los Estados observadores en verde claro. Todos los miembros de la Liga Árabe también son miembros de la OCI.

El 9 de enero la vice primera ministra de Bélgica, Petra De Sutter, declaró que buscaba que su gobierno se posicionara en apoyo de la demanda. Declaró: «Bélgica no puede permanecer inerte y observar el inmenso sufrimiento de Gaza. Debemos de actuar en contra de la amenaza de Genocidio». El 10 de enero el presidente de Brasil, Luiz Inácio Lula da Silva, expresó su apoyo a la demanda por medio del ministro de Relaciones Exteriores. Declaró: «El presidente expresó su apoyo a la iniciativa de Sudáfrica para buscar que la Corte Internacional de justicia ordene que Israel detenga todo acto y medida que constituya Genocidio». El 10 de enero el Gobierno de Irlanda a través de su ministro de Transportes y líder de Los Verdes, Eamon Ryan, destacó que la demanda de Sudáfrica tiene argumentos «irrefutables» y recordó que la Organización Mundial de Salud (OMS) ya alertó acerca de los «niveles catastróficos de inseguridad alimentaria» que han traído consigo los ataques sobre Gaza, «aumentando cada día» el riesgo de hambruna.
El 13 de enero Hage Geingob, presidente de Namibia, expidió una declaración criticando la «decisión indignante» de apoyar a Israel en el caso de Genocidio. Reclamó que el gobierno Alemán falló en aprender la lección de haber perpetrado el Genocidio Herero y Namaqua: «Alemania no puede moralmente expresar un compromiso con la Convención de Naciones Unidas en contra del Genocidio, incluyendo expiación por el genocidio en Namibia, al mismo tiempo que apoya el equivalente a un holocausto y genocidio en Gaza».
Desde el 5 de enero dos países han declarado sus intenciones de intervenir en la Corte en favor de la demanda sudafricana: Jordania y Bangladés. Jordania fue uno de los primeros países en explicitar su apoyo a la solicitud de Sudáfrica; desde ese momento declaró que, apenas sea posible, buscará intervenir en la corte con el objetivo de presentar evidencia en favor del argumento de Genocidio.Asimismo, el gobierno bangladesí declaró que: «Las medidas provisionales solicitadas eran pasos necesarios y concretos requeridos para acabar con la catástrofe humanitaria que se está desarrollando en Gaza». En esa misma declaración, alertó que apenas sea posible intervendrá ante la Corte en favor de la demanda sudafricana.
Varios expertos de las Naciones Unidas, entre ellos la relatora especial sobre la situación de los derechos humanos en Palestina, Francesca Albanese, recibieron con satisfacción el comienzo de las audiencias. «Elogiamos a Sudáfrica por llevar este caso ante la CIJ en un momento en que los derechos de los palestinos de Gaza están siendo violados con impunidad» aseguraron en un comunicado.
El 8 de febrero la delegación de Nicaragua anunció su intención de intervenir ante la corte bajo el artículo 62 del estatuto.
El 27 de marzo, el ministro de Asuntos Exteriores de Irlanda, Micheál Martin, afirmó que tras consultar con Sudáfrica, comenzó a trabajar en una declaración de intervención en virtud al Artículo 63 del Estatuto de la CIJ. Martin dijo en una declaración que «Después de un proceso riguroso y exhaustivo de análisis y consulta durante las últimas seis semanas, hemos determinado que lo haremos nuevamente en el caso Sudáfrica contra Israel».
El 30 de mayo, México anunció que intervendrá en apoyo de Sudáfrica en el caso de genocidio sudafricano contra Israel.
El 1 de junio, el presidente chileno Gabriel Boric en su cuenta pública anual (transmitida por cadena nacional de radio y televisión) informó que Chile se hará parte y apoyará a Sudáfrica en el caso de genocidio presentado en La Haya.
El 6 de junio, el ministro de Exteriores de España, José Manuel Albares, anunció que España se sumará al procedimiento iniciado por Sudáfrica contra Israel en la Corte Internacional de Justicia por genocidio. Según afirmó Albares «Tomamos esta decisión ante la continuación de la operación militar en Gaza», también destacó que «Esta decisión se sustancia en un documento, la memoria interpretativa, en el que España expresa su intención de intervenir en el procedimiento y suministrar apoyo a la labor del tribunal y muy especialmente a las medidas cautelares que tienen que aplicarse».
El 21 de junio, el Ministerio de Relaciones Exteriores de Cuba emitía una declaración en la que anunciaban su intención de unirse al proceso iniciado por Sudáfrica contra Israel por violaciones de la Convención de Naciones Unidas. Según el Gobierno cubano la decisión de su gobierno «tiene como objetivo principal detener las atrocidades contra el pueblo palestino como resultado del uso desproporcionado e indiscriminado de la fuerza por parte de Israel». El 13 de enero de 2025, la Corte Internacional de Justicia (CIJ) confirmó oficialmente la participación de Cuba en la demanda contra Israel.
El 7 de agosto, Turquía se sumó al proceso iniciado por Sudáfrica contra Israel ante la Corte Internacional de Justicia (CIJ). Según indicó el ministro de Exteriores turco, Hakan Fidan, en la red social X (antigua Twitter), la razones para tomar está decisión fueron «Alentado por la impunidad de sus crímenes, Israel mata cada día a más palestinos inocentes. La comunidad internacional debe hacer su parte para detener el genocidio: debe ejercer la presión necesaria sobre Israel y sus partidarios».
En septiembre de 2024, el Ministerio de Relaciones Exteriores de Chile presentó una solicitud para sumarse a la demanda de Sudáfrica ante la Corte Internacional de Justicia (CIJ) contra Israel por un presunto delito de genocidio en la Franja de Gaza. El embajador de Chile en Países Bajos, Jaime Moscoso, presentó el escrito de intervención e informó de que se ha designado como responsable del proceso al embajador Claudio Troncoso.
El 9 de octubre de 2024, el Gobierno de Bolivia presentó ante la Corte Internacional de Justicia (CIJ) los documentos para incorporarse en la denuncia presentada por Sudáfrica contra Israel. Según el Gobierno boliviano, «tiene el deber de tomar todas las acciones necesarias para la prevención, denuncia y represión de actos de genocidio, como es el caso de lo que actualmente ocurre en Palestina».
El 3 de abril de 2025, Nicaragua retiró su solicitud de unirse al caso de la CIJ
El 13 de julio de 2025, el ministro de Relaciones Exteriores de Brasil, Mauro Vieira, anunció que Brasil se uniría oficialmente al caso de genocidio de Sudáfrica ante la CIJ, acusando a Israel de estar cometiendo un genocidio en Gaza.

#### En oposición
- Australia[139]
- Austria[140]
- Alemania[141]
- Estados Unidos[142]
- Francia[143]
- Guatemala[144]
- Hungría[140]
- Israel
- Italia[145]
- Paraguay[146]
- Reino Unido[147]
- República Checa[140]

El coordinador del Consejo de Seguridad Nacional de los Estados Unidos para Comunicaciones Estratégicas, John Kirby, dijo que Estados Unidos consideró que la «presentación carecía de fundamento, era contraproducente y carecía completamente de fundamento real». El 4 de enero de 2024 el gobierno de Estados Unidos, cuya relación con Sudáfrica está cada vez más desgastada, reconoció que no había realizado ninguna evaluación formal sobre si Israel estaba violando el derecho internacional humanitario. No obstante, el secretario de Estado estadounidense, Antony Blinken, calificó de «infundada» la acusación de genocidio contra Israel.
El 12 de enero el Gobierno alemán anunció su oposición al reclamo de Sudáfrica. Igualmente, anunció su intención de intervenir ante la corte en favor de Israel. El vicecanciller alemán, Robert Habeck declaró: «Puedes criticar al ejército Israelí por su actuar severo en la Franja de Gaza, pero eso no es genocidio.» El apoyo alemán a Israel provocó una oleada de fuertes críticas en respuesta, especialmente del gobierno de Namibia. Su presidente, Hage Geingob, declaró que Alemania no había aprendido su lección después de cometer el Genocidio Herero y Namaqua.

#### Neutralidad
- Canadá[153]
- Costa Rica[154]
- Dinamarca[155]
- Finlandia[156]
- Japón[157]
- Noruega[158]

El 13 de enero, el primer ministro de Canadá, Justin Trudeau, declaró que no aceptaba la premisa de la demanda sudafricana.Sin embargo, después de varios días de confusión, el gobierno canadiense expresó que aceptaría la sentencia del tribunal sea cual sea esta. De manera similar, el ministro de relaciones exteriores francés, Stephane Sejourne declaró en el parlamento que acusar a Israel de Genocidio sería «rebasar un límite moral».Un par de días después, en una conferencia de prensa, el portavoz del gobierno francés declaró que la postura oficial de gobierno era de respeto a la Corte y en favor de la solución pacífica del conflicto.
Las cancillerías y los gobiernos de España, Finlandia, Irlanda y Noruega reaccionaron de forma similar; positivamente a la demanda sudafricana, aún si no tenían la intención de posicionarse. Sin embargo, los cuatro gobiernos hicieron declaraciones de neutralidad y de apoyo a la corte, aunque no intervendrían en el juicio ante el tribunal. Las cancillerías de Finlandia e Irlanda, no obstante, dejaron abierta la posibilidad de intervenir conforme se desarrollara la disputa. España finalmente decidió hacerse parte y apoyar la demanda de Sudáfrica (como se menciona anteriormente).

### Movimientos, partidos y sindicatos
La demanda también ha sido apoyada por más de mil grupos activistas, partidos políticos, sindicatos y otras organizaciones, en forma de una carta organizada por la Coalición Internacional para Detener el Genocidio en Palestina, tales como:
- Internacional Progresista[166][162][163]
- Código Rosa[166][162][163]
- Mundo más allá de la guerra[166][163]
- AcciónRaíces[166][162][163]
- Red Internacional Judía Antisionista[165]
- El Foro del Pueblo, que instó a más de veinticinco países a apoyar el caso de Sudáfrica[166][162][163]

### Individuos y otros grupos
Ofer Cassif, un político israelí del partido de izquierda Jadash, firmó la petición de Sudáfrica y acusó a Israel de genocidio. En respuesta, los legisladores iniciaron procedimientos para expulsarlo de la Knéset. El 9 de enero, más de seiscientos israelíes enviaron una carta a la CIJ expresando su apoyo al caso sudafricano, afirmando que el gobierno israelí está tomando «medidas sistemáticas para aniquilar a la población de Gaza, matarla de hambre, abusar de ella y para desplazarlos». El 10 de enero, Volker Türk, el Alto Comisionado de Naciones Unidas para los Derechos Humanos declaró: «No es libelo de sangre deplorar el hecho de que no se haga responsable a los soldados Israelíes y a los colonos armados que han asesinado a cientos de Palestinos en Cisjordania desde el 7 de octubre, o que la prolongación de una guerra cuyo conducto ha provocado graves preocupaciones de derechos humanos y de derecho internacional humanitario».El 12 de enero Raz Segal, historiador Israelí especializado en Genocidio declaró que el caso era notable debido a la «montaña de evidencia de la intención genocida que ha sido expresada por los tomadores de decisiones».